# Икономически либерализъм
Икономически либерализъм е икономическият компонент на класическия либерализъм. Той е икономическа философия, която поддържа лесе-фер икономиката. Пропонентите на икономическия либерализъм вярват, че политическата и социалната свобода са неразделни от икономическата свобода, застъпвайки се за свободния пазар. Противопоставя се на държавните интервенции в пазара и поддържа максимата за свободна търговия и конкуренция, за разлика от кейнсианството и социализма. 